# Antilope cervicapre
Antilope cervicapra
Cet article concerne le genre Antilope et son unique espèce. Pour l'appellation désignant nombre de bovidés, voir Antilope.
Genre
Espèce
Statut de conservation UICN

 NT  : Quasi menacé
Statut CITES
L'Antilope cervicapre (Antilope cervicapra) est l'unique espèce du genre Antilope. Elle est aussi connue également sous le nom d'antilope indienne ou de Blackbuck en anglais, qui fait référence à la coloration qu'arborent les mâles vers l'âge de la maturité

## Description
Le mâle adulte est de couleur brun-foncé/noir avec le dessous du corps, le ventre et le contour des yeux blanc. Au niveau de leurs mensurations physiques, les mâles mesurent de 74 à 84 cm à l'épaule, pour une longueur allant de 120 à 140 cm et un poids variant de 32 à 43 kg. Les femelles sont plus petites et plus minces, elles mesurent de 64 à 74 cm au garrot, avec une longueur du corps de 100 à 120 cm pour un poids oscillant entre 25 et 35 kg.

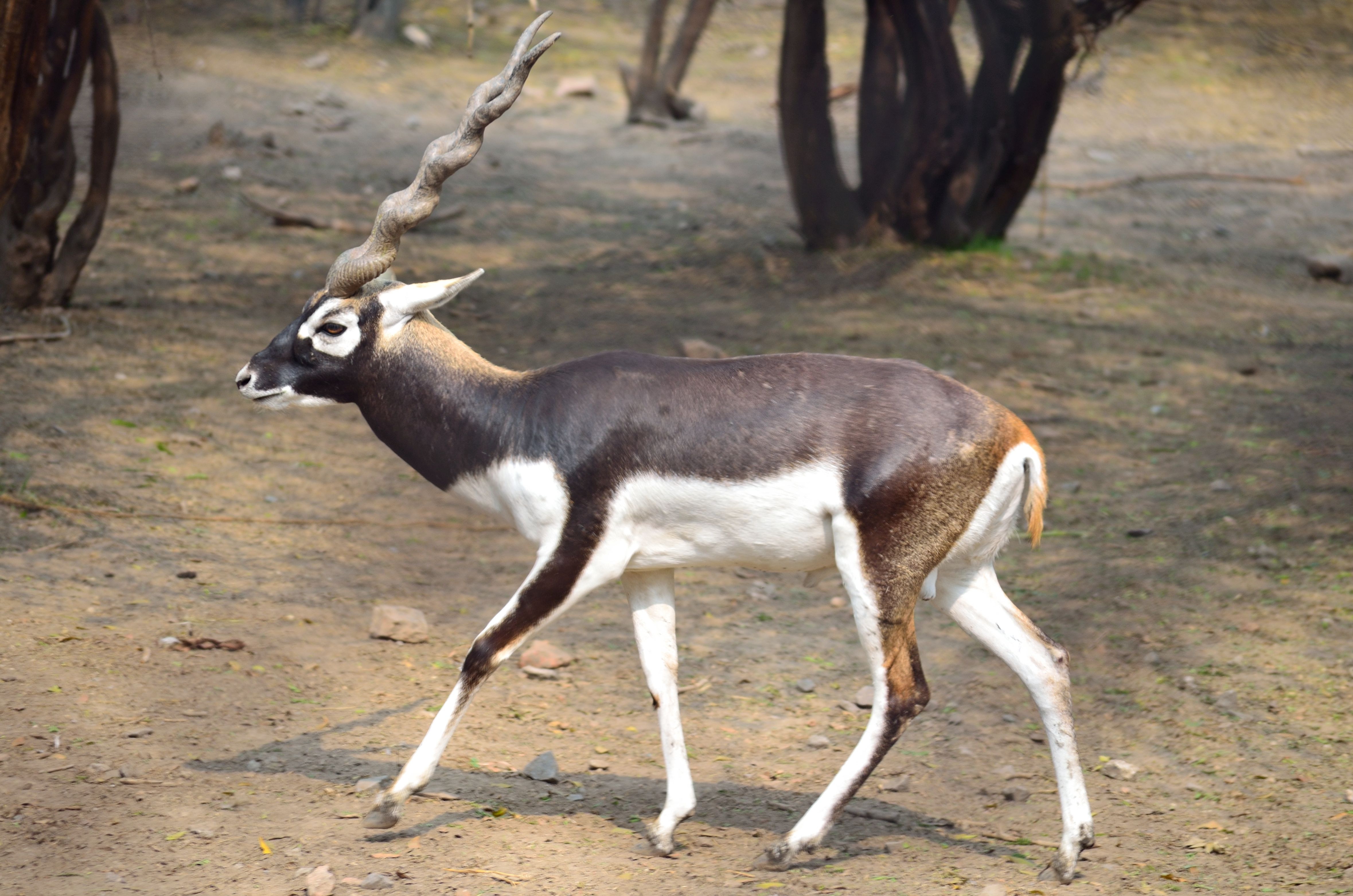
Mâle
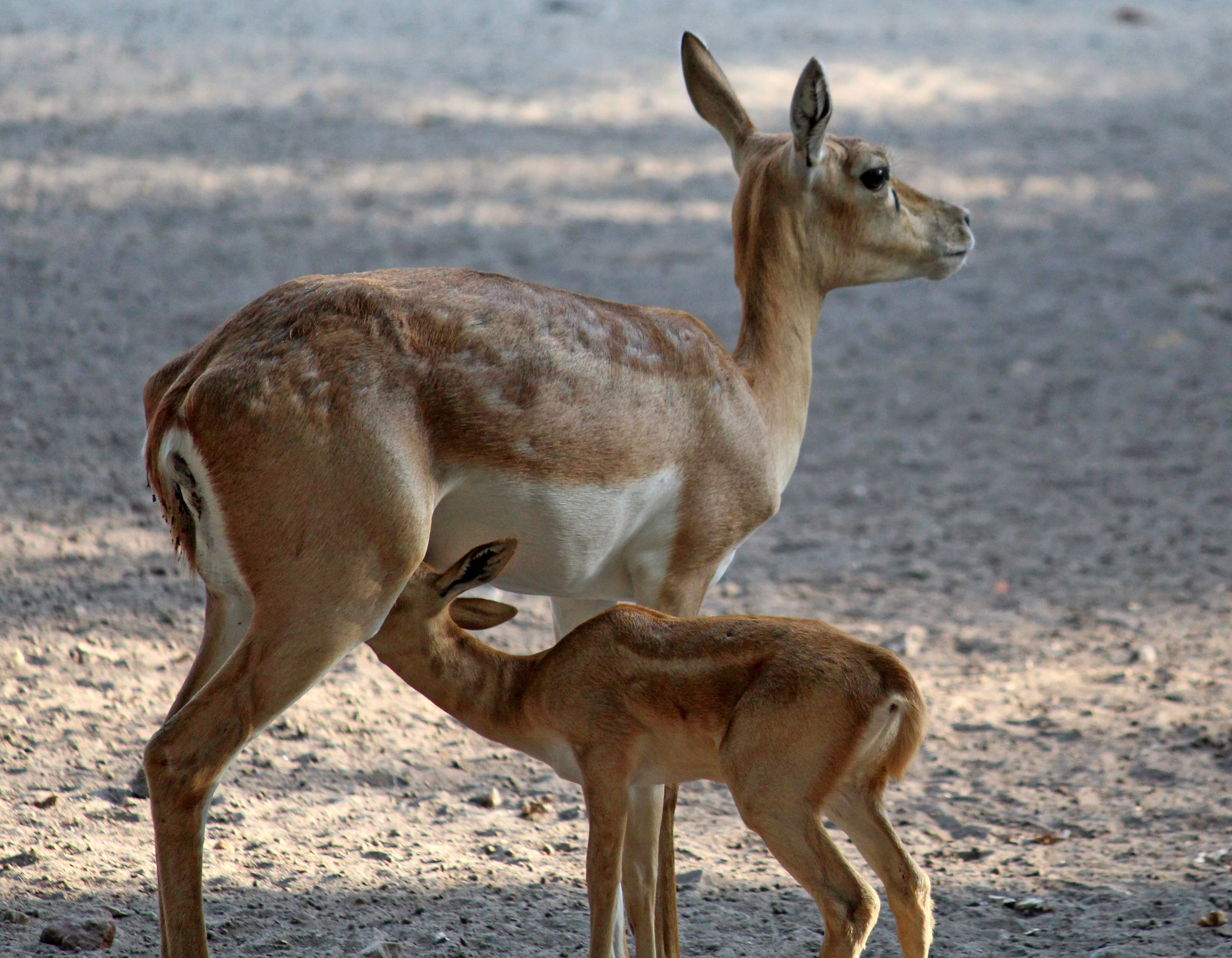
Femelle et son petit

C'est l'une des rares antilopes chez laquelle le mâle diffère de la femelle par sa coloration noire des parties supérieures à la face externe des membres, avec les parties inférieures (ventre) blanches ainsi que le contour des yeux. La femelle à une coloration fauve beige avec le ventre et le contour des yeux clair. Les jeunes et les femelles possèdent aussi une rayure clair bien visible de chaque côté du corps entre les épaules et les cuisses. Seul le mâle porte des belles cornes annelées et torsadées en spirale, mesurant de 45 à 75 cm (60 cm en moyenne) selon les individus. Le mufle, étroit, est blanc, la queue est courte.
Vive, petite et légère, l'antilope cervicapre a une musculature sèche et compacte près du corps, ainsi que des longues pattes fines et des sabots frêles, serrés et très pointus, sa morphologie est donc idéale pour la course.

## Reproduction
Toute l'année, avec deux pics de reproduction en mars-avril et août-septembre, la gestation dure 6 mois, au terme de celle-ci nait un jeune parfois deux, il n'y a qu'une seule portée par an, le sevrage des jeunes se fait à 2 mois, et la maturité sexuelle à 16 mois. Les mâles marquent leur territoire et se combattent entre eux, ces combats d'intimidation sont assez violents, mais rarement mortels.

## Répartition et habitat

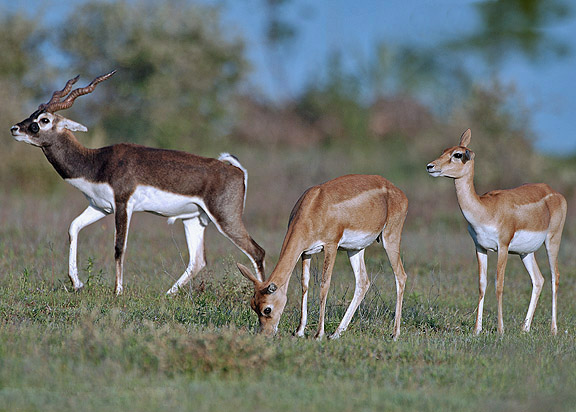
Mâle et femelles antilopes cervicapres

Cette espèce est présente naturellement en Inde et au Népal, bien qu'elle ait connue une forte réduction de son aire de répartition en raison de la fragmentation et la pression anthropique sur son habitat. Au Népal, elle n'était plus que recensée dans l'aire protégée du Blackbuck Conservation Area, dans le district de Bardiya, et a été réintroduite dans le parc national de Suklaphanta. Au Bangladesh, l'espèce est éteinte. Au Pakistan, elle a disparu à l'état sauvage depuis 1967, mais des populations en semi-captivité sont réintroduites à partir de 1970 dans la région du Cholistan, grâce à un transfert d'individus entrepris par le WWF et le zoo de San Antonio,. Elle a été introduite aux États-Unis, au Mexique, en Australie et en Argentine pour la chasse. À l'heure actuelle, leur impact sur l'environnement dans lequel elles ont été importées n'est pas évalué mais ne semble pas négatif, d'autant plus qu'en dehors de l'Australie, leurs aires d'introductions sont relativement petites, sans réelle évolution d'expansion, avec des populations parfois fragmentaires et séparées entre elles. Cette espèce constitue aussi de fait la seule espèce d'antilope/gazelle des aegodontia vivant en liberté en dehors de l'Afrique et l'Eurasie, l'Antilope d'Amérique ou Pronghorn en anglais n'en étant pas une contrairement à l'imaginaire collectif et appartenant à l'ordre des Antilocapridae et non aux Bovidae.

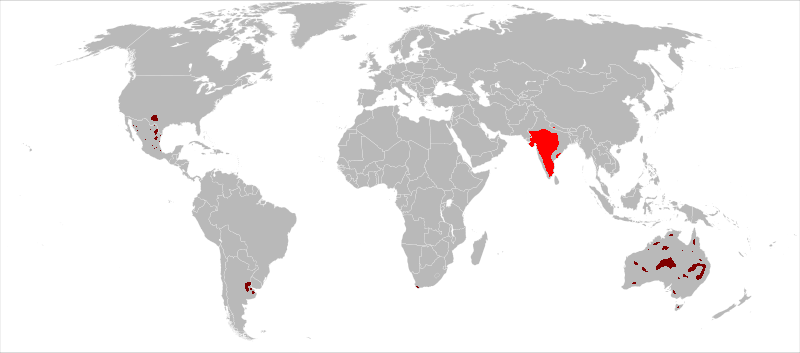
Aire de répartition de l'antilope cervicapre

Cette antilope vit dans la jungle des grandes plaines herbeuses aux bois clairs et dans les semi-déserts, en hardes dirigé par un mâle adulte avec des femelles (6 à 50) et leurs jeunes, les autres mâles sont maintenus à l'écart de la harde, les évincés forment des clubs de mâles. Le mâle dominant délimite son territoire par ses excréments et ses sécrétions du larmier (glande près de l'œil).

## Alimentation
Ruminant, herbivore, elle se nourrit d'herbes, de fleurs, de feuilles.

## Prédation
Chassées par les Hommes et guépards indien, (plus rarement par les loups, tigres et panthères), toutefois, les antilopes sont extrêmement rapides, elles peuvent courir jusqu'à 80 ou 90 km/h en moyenne sur 20,5 kilomètres de distance et atteindre 110 km/h en pointe, sur une courte distance, elles sont aussi rapides que le guépard mais plus endurantes, et font partie des mammifères terrestres les plus rapides du monde. Aussi marathoniennes, elles peuvent courir à 50 km/h sur une distance longue de 40 kilomètres au maximum. Très agiles, ces antilopes peuvent bondir dans les airs, jusqu'à 2 mètres de haut et 6 mètres en longueur. Elle est très craintive et fuit au moindre dérangement. Le jeu de saute-mouton fait partie de ses activités ludiques. Ses sens ne sont que moyennement développés, en effet, elle a une ouïe et un odorat plutôt faible, elle se sert donc surtout de sa vue et de ses capacités sportives pour fuir le danger.

## Longévité

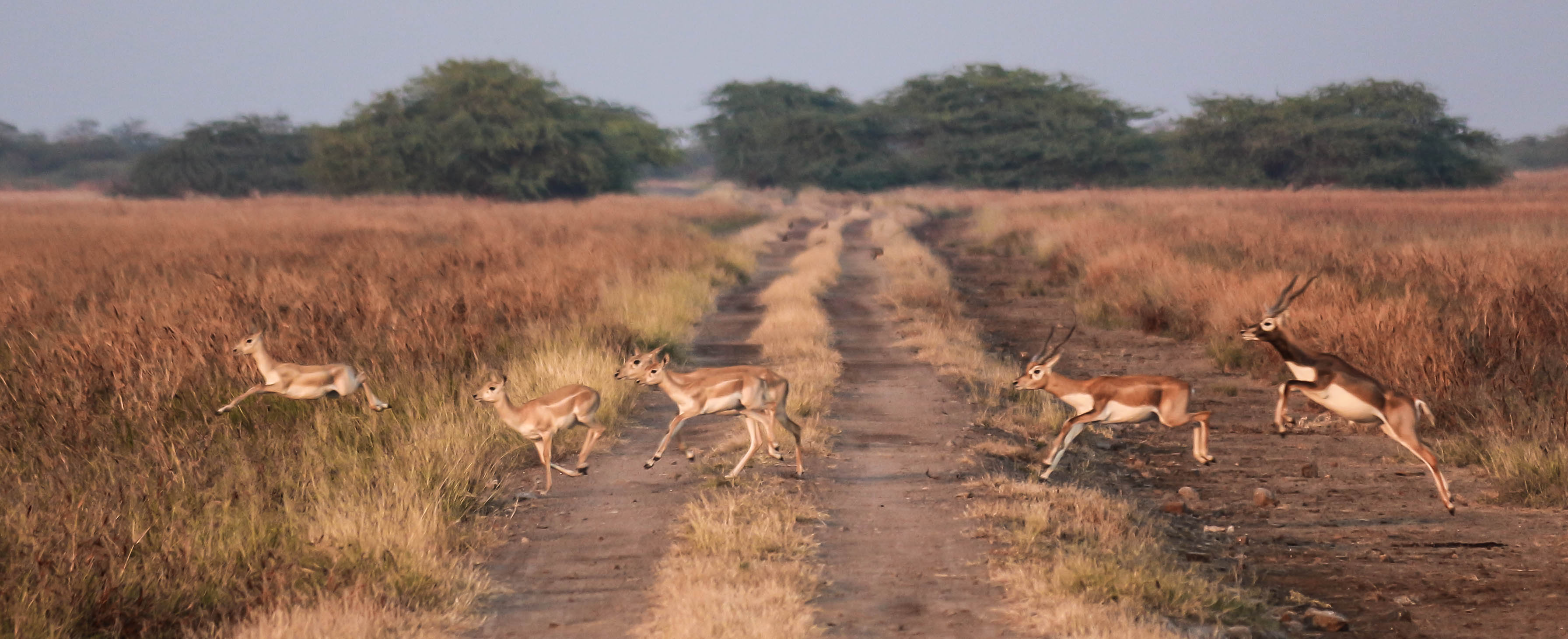
Dans le parc national de Velavadar, Inde

12 ans dans la nature, 16 ans en captivité (record 18 ans).

## Statut - Histoire - Captivité
- Annexe C de la CITES
- Vulnérable en 1994, dans la liste rouge de l'UICN
- Faible Risque en 2003, par la liste rouge de l'UICN

Elle est surtout menacée à cause du développement des exploitations agricoles sur son territoire. Dans les années 1900, sa population était estimée à environ 4 millions d'individus, mais quelques années plus tard, elle a failli disparaître à cause de la chasse intensive des hommes. Dans les années 1970 sa population est remontée à 25 000 individus et le dernier recensement est de 50 000 individus en 2001. 
L'antilope Cervicapre est commune en captivité, d'ailleurs en France, elles sont bien représentées en cohabitation avec des rhinocéros et des cerfs asiatiques sur une grande plaine de plusieurs hectares, dans le parc zoologique de ZooParc de Beauval ou au Zoo de La Flèche. Il y en a également au parc de la Haute-Touche et au parc animalier de La Barben ou elles cohabitent avec des nilgauts et des daims. Elles sont également présentent au zoo de Thoiry, au parc de Clères et au Zoo du Cerza sur la plaine asiatique.
Au 28 avril 2020, l'antilope cervicapre est présente dans 13 institutions : 
- ZooParc de Beauval
- Parc zoologique du château de Branféré
- Parc zoologique de La Flèche
- Espace zoologique de Saint-Martin-la-Plaine
- Zoo du bassin d'Arcachon
- Le PAL
- Parc du Reynou
- CERZA
- Réserve zoologique de la Haute-Touche
- Parc animalier de La Barben
- Thoiry ZooSafari
- Touroparc
- Zooparc de Trégomeur
- reserve zoologique de Sauvage à Émancé

## Sous-espèces
Il existe 4 sous-espèces d'antilope cervicapre :
- Antilope cervicapra cervicapra
- Antilope cervicapra rajputanae
- Antilope cervicapra centralis
- Antilope cervicapra rupicapra